# ボノ州
ボノ州（ボノしゅう、英語: Bono Region）は、ガーナ西部に位置する州。州都はスンヤニ。人口は約121万人（2021年国勢調査）。

## 歴史
2019年2月13日以前はブロング＝アハフォ州と呼ばれていた。
2018年12月27日実施の国民投票によって（旧）ブロング＝アハフォ州からアハフォ州とボノ・イースト州の2つの州が分割設置されることが決定し、残留する地域は従来通りブロング＝アハフォ州と名乗る予定であった。しかし、分割後の範囲が州名にそぐわないためボノ州に改名された。
州名は現地住民のアブロン族の別名の一つボノから、旧名のブロング＝アハフォはアブロン族（別名はボノ以外にブロング、ブロンがある）とアハフォ族から由来する。

## 観光
- ブイ国立公園：黒ヴォルタ川流域にある1,821平方キロの国立公園。数種のアンテロープやカバの群生が見られる。
- ブイ・ダム：ブイ渓谷の黒ヴォルタ川に建設された水力発電ダム。ガーナ政府と中国水電（中国語：中国水电、中国水利水电建设股份有限公司）の共同プロジェクトによって建設された。

## 下位行政区画

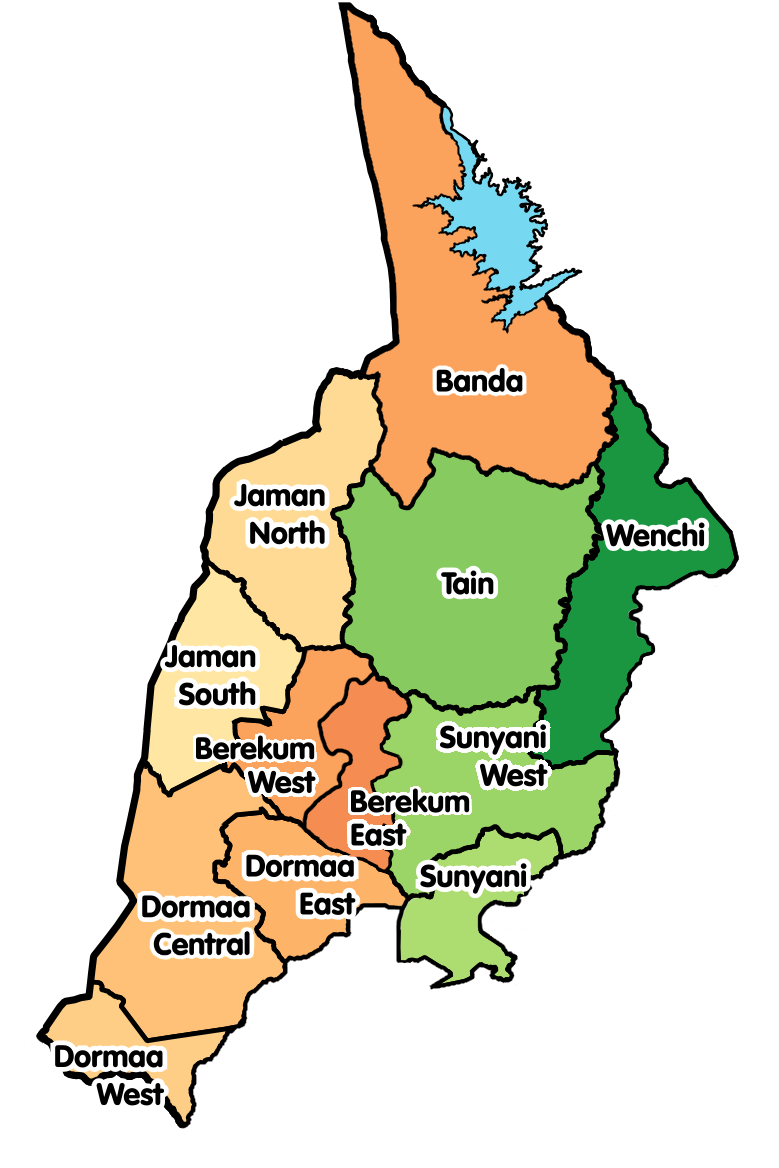
ボノ州の郡の位置

ボノ州は12つの郡または都市郡（基礎自治体）から成り立つ。
| 郡名               | 英語名                            | 郡都                 | 面積 (km2) | 人口 (2021年国勢調査) | 備考                           |
| ------------------ | --------------------------------- | -------------------- | ---------- | --------------------- | ------------------------------ |
| バンダ郡           | Banda District                    | バンダ・アヘンクロ   | 2,133      | 28,179                |                                |
| 東ベレクム都市郡   | Berekum East Municipal District   | ベレクム             | 407        | 106,252               |                                |
| 西ベレクム郡       | Berekum West District             | ジニジニ             | 465        | 49,464                | 2016年、ベレクム都市郡より分離 |
| 中央ドーマア都市郡 | Dormaa Central Municipal District | ドーマア・アヘンクロ | 1,229      | 112,702               | 単にドーマア都市郡とも         |
| 東ドーマア郡       | Dormaa East District              | ワムフィー           | 557        | 67,899                |                                |
| 西ドーマア郡       | Dormaa West District              | ンクランクワンタ     | 380        | 47,913                |                                |
| 北ジャマン郡       | Jaman North District              | サンパ               | 885        | 117,909               |                                |
| 南ジャマン都市郡   | Jaman South Municipal District    | ドロボ               | 746        | 108,388               |                                |
| スンヤニ都市郡     | Sunyani Municipal District        | スンヤニ             | 520        | 193,595               |                                |
| 西スンヤニ郡       | Sunyani West District             | オドゥマセ           | 1,061      | 136,022               |                                |
| タイン郡           | Tain District                     | ンソウカウ           | 1,953      | 115,568               |                                |
| ウェンチ都市郡     | Wenchi Municipal District         | ウェンチ             | 1,099      | 124,758               |                                |